# Chablais valaisan
 (juin 2011).
Si vous disposez d'ouvrages ou d'articles de référence ou si vous connaissez des sites web de qualité traitant du thème abordé ici, merci de compléter l'article en donnant les références utiles à sa vérifiabilité et en les liant à la section « Notes et références ».

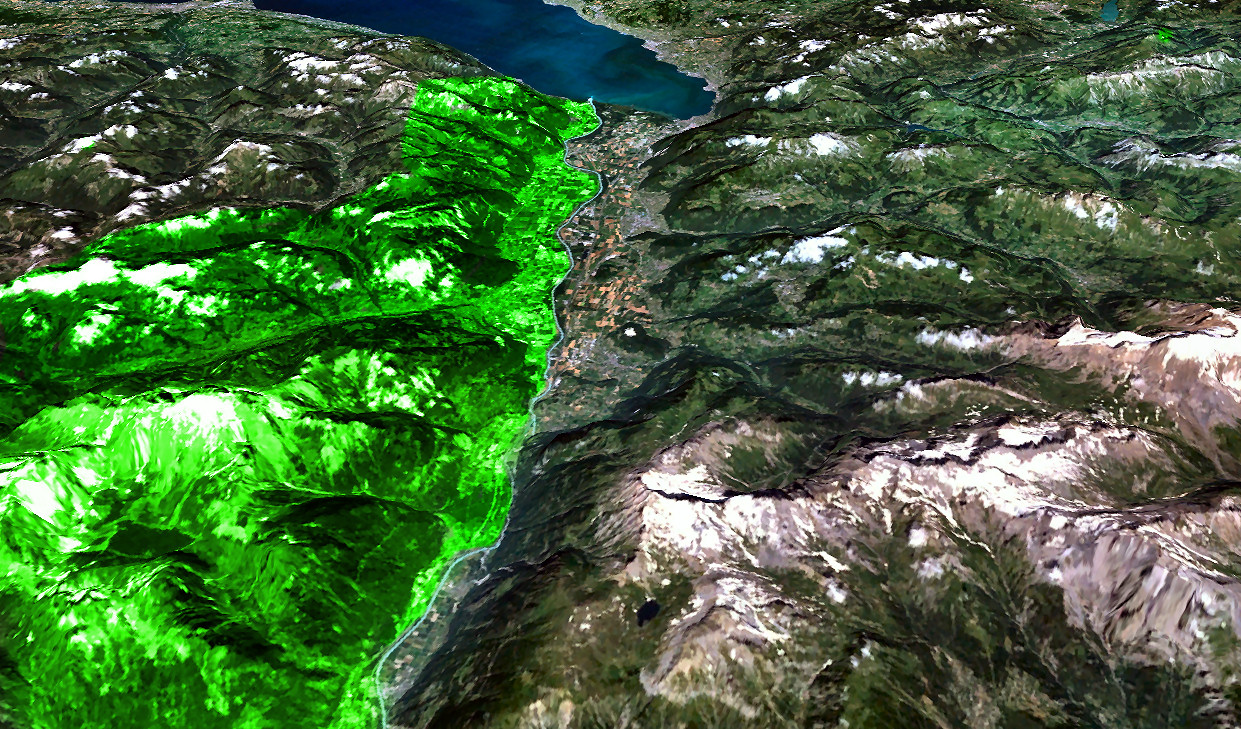
Vue satellite en direction du nord du Chablais valaisan (en vert).

Le Chablais valaisan est une région qui fit partie jusqu'en 1536 de la région du Chablais en Savoie se situant sur la rive gauche du Rhône. 
La région s'étire de Saint-Gingolph au nord jusqu'à Saint-Maurice au sud. Elle est délimitée à l'ouest par la frontière avec la France, à l'est par le Rhône, au nord par le Léman et au sud par les limites du district de Saint-Maurice.
L'autre partie suisse du Chablais est le Chablais vaudois.
Il est à noter que cette région fait partie du « Grand Chablais », entité qui regroupe les « trois Chablais » (Chablais savoyard, Chablais valaisan et Chablais vaudois).

## Radio
Radio Chablais est la radio du Chablais.

## Transports

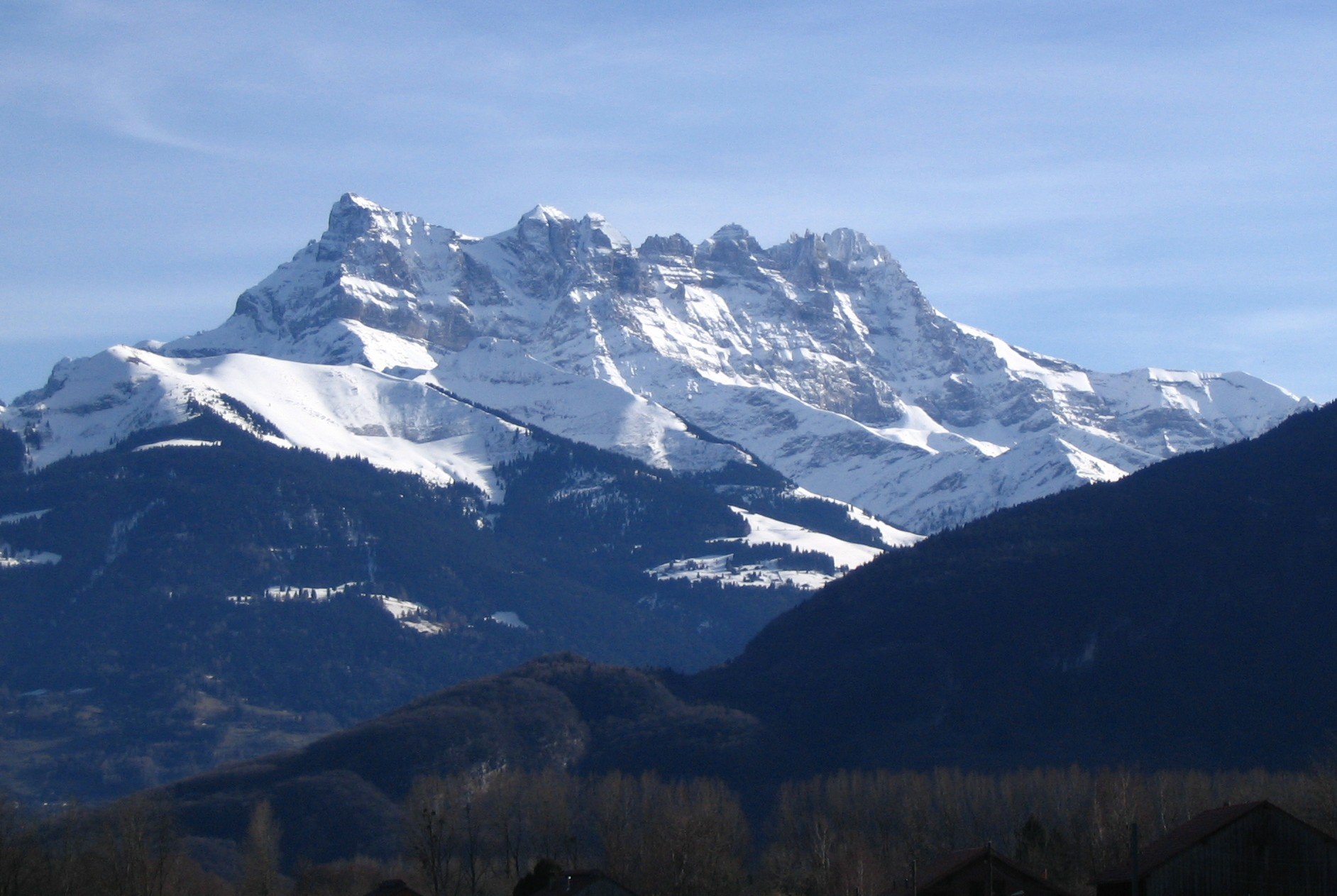
Dents du Midi.

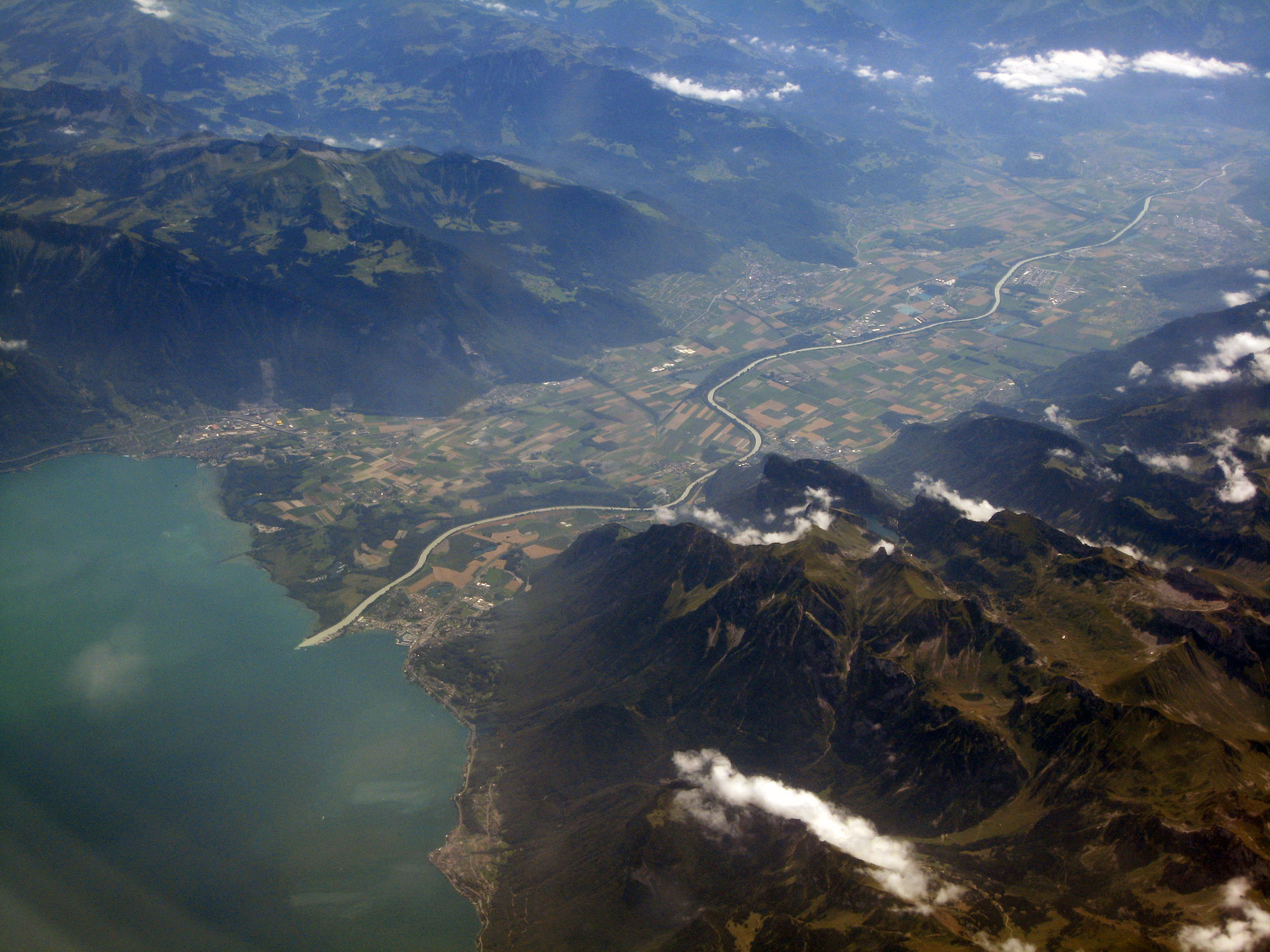
Le Chablais valaisan entre Monthey et St-Gingolph sur la rive gauche de la vallée du Rhône.

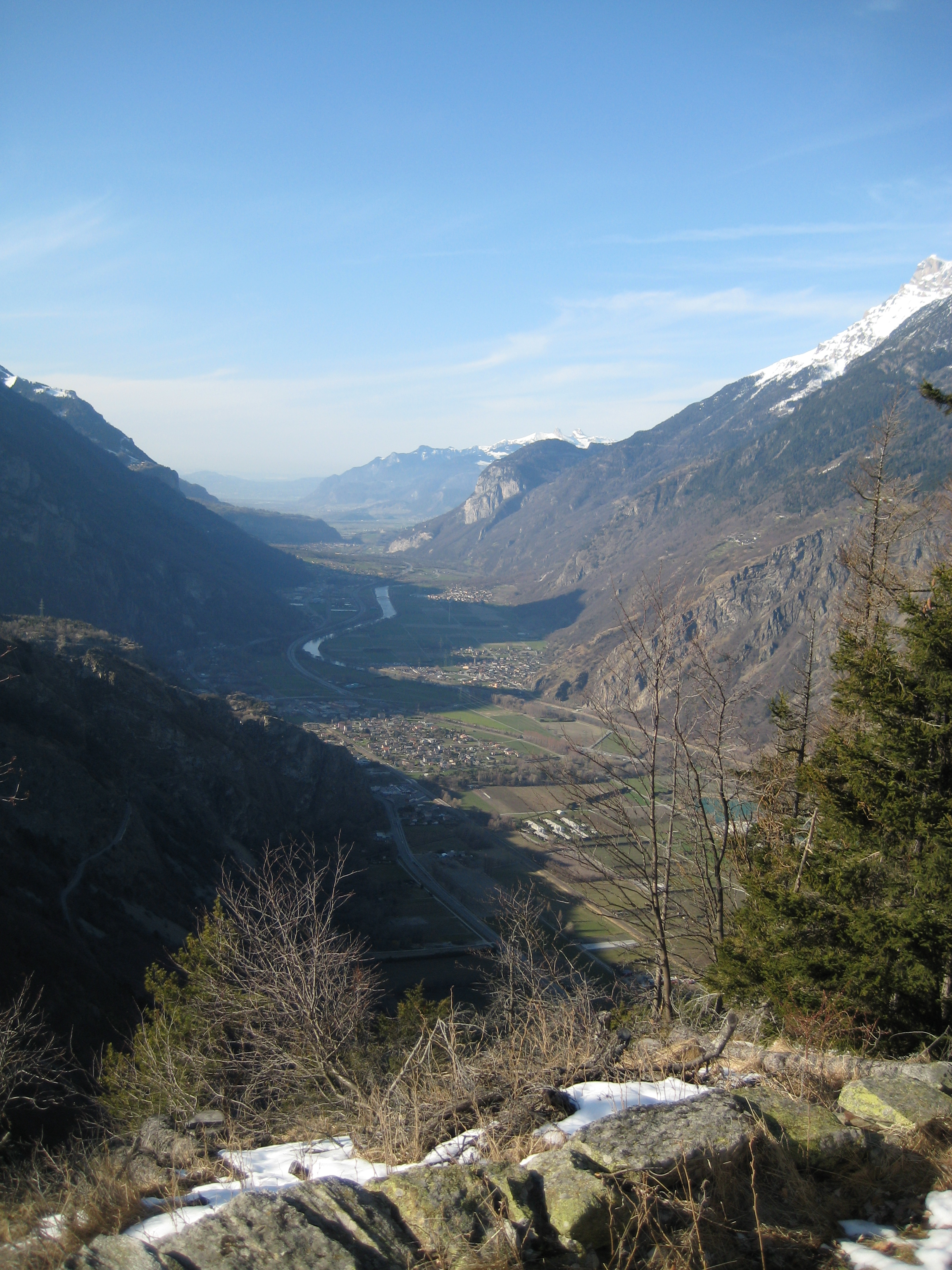
Vue sur le Chablais valaisan,de Vernayaz à Saint-Maurice (Valais).

Le Chablais valaisan est desservi par les réseaux de transports publics suivants :
- RegionAlps SA
- Transports publics du Chablais
- CarPostal